# Escola napolitana d'òpera
L'Escola napolitana fou un grup de compositors del segle xviii nascuts o actius al Regne de Nàpols, dedicats majoritàriament a l'òpera i a l'oratori i caracteritzats pel fet d'haver creat un estil que acabà essent general en l'òpera italiana d'aquell segle.

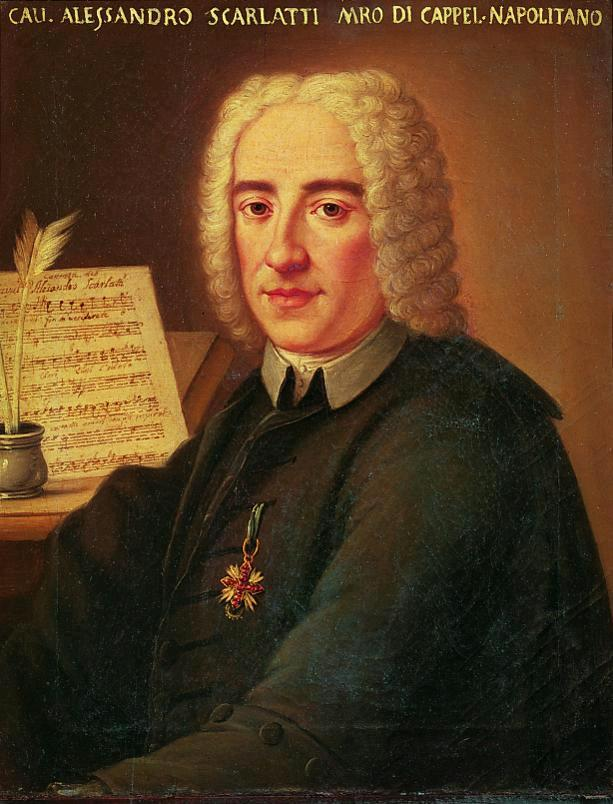
Alessandro Scarlatti, considerat el creador de l'escola d'òpera napolitana

Els iniciadors foren Francesco Provenzale i Alessandro Scarlatti, que introduïren diverses convencions, com l'obertura en tres temps, l'ària da capo, etc., que configuraren l'opera seria. Dins l'escola napolitana, es considera un segon corrent l'òpera bufa, nascuda de l'intermezzo, amb unes característiques que van prevaler fins ben entrat el segle xix. La majoria dels autors de l'escola conrearen ambdós gèneres.
L'escola napolitana d'òpera bufa va utilitzar personatges més humans, hereus de la commedia dell'arte, amb la creació de duets, trios, quartets, quintets, etc. i els amplis concertants al final dels actes, que després de Mozart, Rossini i Donizetti ja no es tornarien a sentir.
La tradició musical de Nàpols es palesà en els quatre conservatoris que tingué la ciutat al segle xviii, i en el Teatro San Carlo, fundat el 1737 (refet diverses vegades als segles XIX i XX), principal plataforma de l'escola napolitana de música.

## Conservatoris
Per comprendre l'origen dels conservatoris de Nàpols és necessari conèixer el panorama polític i social d'aquesta ciutat a finals del segle xvi. Per aquest període, la conjunció de diversos factors econòmics i socials, com les escasses collites, les pestes, les erupcions volcàniques i les constants guerres, van provocar una situació de pobresa absoluta. Gran part de la població napolitana era pobre i molts nens deambulaven pels carrers, orfes i abandonats. Per alleujar la greu situació social van ser creats per privats i per organitzacions eclesiàstiques quatre instituts de caritat. Aquests instituts brindaven allotjament i menjar a la desgraciada població infantil i s'ocupaven d'oferir-los una instrucció, ensenyant-los inicialment l'ofici d'artesans. Durant aquest primer període, els nombrosos clients dels instituts no desenvolupaven cap activitat musical.
La música fa la seva aparició quan va ser necessari el cant i la instrumentació per a sostenir i donar rellevància a les funcions religioses practicades a l'interior dels instituts. Les capelles albergaven a tot l'alumnat que formant cors i grups orquestrals celebraven les misses i s'iniciaven en la pràctica musical. Amb el pas del temps, cada vegada més a l'interior d'aquestes institucions, la instrucció musical va passar a ocupar el primer pla i es va començar a projectar a nivell acadèmic i professional.
Els mestres de música eren eclesiàstics o laics i eren dependents d'un principal, el mestre de capella, especialitzat en cant, composició i harmonia. Existien a més les classes d'arpa, trompa, violí i clavicèmbal. Als primitius alumnes, els orfes dels carrers napolitans, se sumen, a mesura que les institucions van adquirint fama i prestigi i es transformen en veritables escoles musicals, els alumnes de la ciutat que no eren de categoria pobre i els que venen de fora. Aquests dos grups pagaran una anualitat en tres pagaments, bastant elevada i es diran alumnes convittori o educandi.
Les quatre institucions que van sorgir al segle xvi van ser: Santa Maria di Loreto, Sant Onofrio a Capuana, la Pietà dei Turchini i I Poveri di Gesù Cristo. A mitjans del segle xvii. aquests quatre orfenats s'havien transformat en les més prestigioses escoles de música de l'època, intencionades a conservar, transmetre i perfeccionar la tradició musical. Del verb conservar neix per primera vegada la denominació de conservatori, terme que s'utilitza fins als nostres dies.

## Compositors de l'escola
Es destacaren especialment:
- Francesco Provenzale (1624-1704)
- Francesco Durante (1684-1755)
- Nicola Porpora (1686-1768)
- Leonardo Vinci (1690-1730)
- Francesco Feo (1691-1761)
- Leonardo Leo (1694-1744)
- Nicola Logroscino (1698-1764)
- Pasquale Anfossi (1727-1797)
- Pietro Alessandro Guglielmi (1728-1804)
- Antonio Sacchini (1730-1786)
- Gian Francesco de Majo (1732-1770)
- Giacomo Tritto (1733-1824)
- Giuseppe Gazzaniga (1743-1818)

i, sobretot:
- Alessandro Scarlatti (1660-1725)
- Giovanni Battista Pergolesi (1710-1736)
- Niccolò Jommelli (1714-1774)
- Tommaso Traetta (1727-1779)
- Niccolò Piccinni (1728-1800)
- Giovanni Paisiello (1740-1816)
- Domenico Cimarosa (1749-1801)

Hom hi considera inclosos també alguns no italians, com:
- Johann Adolph Hasse (saxó) (1699-1783)
- Domènec Terradelles (català) (1713-1751)